# Francisco de Alvear y Gómez de la Cortina
Francisco de Alvear y Gómez de la Cortina, VI conde de la Cortina (Sevilla, 18 de marzo de 1869 - Montilla, 26 de febrero de 1959), fue un industrial vitivinícola español, carlista y mecenas de Montilla. Pertenece a la histórica familia de los Alvear.

## Biografía
Era hijo de Francisco de Alvear y Ward (1817-1896) y de María Joaquina Gómez de la Cortina y Rodríguez de Rivas (?-1892), V condesa de la Cortina. Casó el 26 de noviembre de 1891 con Ramona Abaurrea Cuadrado (1869-1939), con quien tuvo 5 hijos: María Joaquina (n. 1896), María Asunción (n. 1897), José María (n. 1900), Fernando (n. 1902) y Francisco María (n. 1909).

### Actividad empresarial y política
Aunque nació en Sevilla, en 1869, se puede considerar montillano, ya que sus padres estaban afincados y residían habitualmente en Montilla (Córdoba). Cursó la carrera de Derecho, que no ejerció. Desde muy joven se hace cargo del patrimonio familiar que, casi en su totalidad, estaba en Montilla. Fue un impulsor de la industria vitivinícola montillana y dio un gran cambio e impulso a la gestión de las bodegas "Alvear", de la que su familia era (y aún es) dueña.
Señalado carlista, fundó el Sindicato Católico de Montilla situándose como un actor influyente del campo conservador, en oposición a los republicanos y socialistas de Montilla. Trabajó por el desarrollo del mismo en España, siendo nombrado presidente nacional de estos sindicatos en los años 20. En 1919, en esta línea política, había fundado la revista local Montilla agraria. Su hijo José María de Alvear, dirigente del Requeté en Andalucía, murió en combate al inicio de la guerra civil española. Tras la guerra, Francisco de Alvear fue uno de los fundadores en Sevilla de la Editorial Católica Española, S.A., que publicó la obra de 30 tomos Historia del Tradicionalismo Español de Melchor Ferrer.

### Mecenazgo religioso y cultural
Fue colaborador del establecimiento de los Salesianos en Montilla, en 1899. Donó las casas para el centro misional y residencial de la Compañía de Jesús en Montilla y el solar de la actual Basílica de San Juan de Ávila. Se desprendió de su casa en la calle Diego Alvear (hoy colegio de la Asunción), entregándola a las religiosas Esclavas del Divino Corazón, en 1953.
Mandó construir el edificio de La Tercia en 1921, enriqueciendo con ello el conjunto arquitectónico de Montilla. Cedió a la ciudad la casa donde vivió más de treinta años el Inca Garcilaso de la Vega. Fue nombrado Hijo Adoptivo de Montilla y Gran Oficial de la Orden del Sol del Perú. En 1919 fundó el quincenario local "Montilla Agraria", órgano del Sindicato Católico de Montilla.
A su muerte, ocurrida en Montilla en 1959, poseía una de las más completas bibliotecas de la provincia de Córdoba con numerosos incunables y gran cantidad de manuscritos.